# Dépression (économie)
Pour les articles homonymes, voir Dépression.
Ne doit pas être confondu avec contraction (économie).

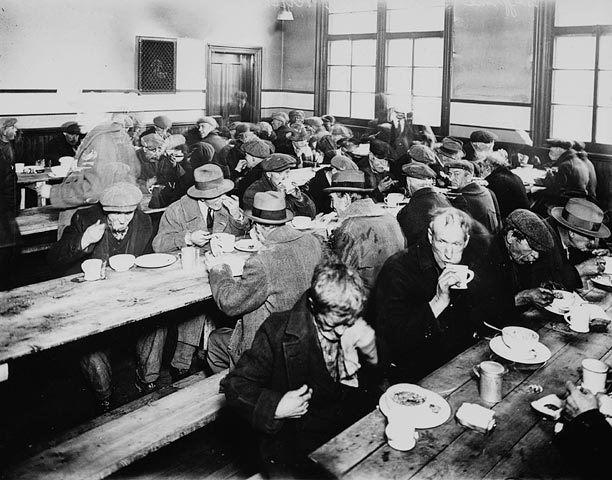
Personnes mangeant dans une soupe populaire. Montréal, Canada.

Une dépression est une forme particulièrement grave de crise économique. Si la crise est passagère, la dépression se prolonge, et affecte considérablement la production et l'investissement sur la durée. En cela, la dépression se distingue de la récession, que l'Institut national de la statistique et des études économiques définit comme une diminution du PIB de  deux trimestres consécutifs.
La dépression la plus célèbre est la Grande Dépression, déclenchée lors du krach boursier de 1929 aux États-Unis.

## Concept
La dépression est une baisse forte et durable de l'activité économique. La croissance économique chute brutalement, et le pays se retrouve bloqué dans une situation à laquelle il est difficile de sortir. La dépression peut être accentuée par des mécanismes macroéconomiques tels que l'accélérateur d'investissement : après l'avènement de la crise, la baisse de la demande sur le marché des biens de consommation entraîne une baisse plus que proportionnelle de celle sur le marché des biens de production, et sur l'investissement,. Cette diminution des investissements et de la vente des biens de consommation vont induire une baisse des stocks chez les entreprises, ce qui va provoquer une baisse de la demande portant sur les biens de consommation et cette dernière entraînera une baisse, encore plus grande, des investissements.
Cette situation d'entraînement de la demande et des investissements peut être rendue plus grande lorsque deux mouvements dépressifs se réalisent. D'une part, avec la longévité de la crise, des entreprises peuvent devenir incapables de payer leurs dettes et tomber en faillite, provocant ainsi, par effet de domino, une baisse des avoirs de leurs créanciers qui risquent, eux aussi, de disparaître. En 1932, lors de la grande dépression des années 1930, le nombre mensuel des faillites est estimé à plus de 2 650 aux États-Unis et à 1 770 en France. D'autre part, constatant que le chômage, conséquence de la baisse de la demande sur le marché des biens de consommation et encore plus sur celui des biens de production, augmente, les consommateurs, pour y faire face, vont augmenter leur épargne et baisser la consommation future. La contraction des ventes pousse les entreprises à moins produire, à s'endetter moins (en évitant le risque de ne pas récupérer leurs créances) et à épargner plus.
Mais la baisse des ventes des entreprises et donc de la consommation (ou la hausse de l'épargne) des ménages sur le marché des biens de consommation ne peuvent pas être définitives. Il vient un moment, non loin de l'éclatement de la crise, où les revenus distribués diminuent, ce qui induira une augmentation plus que proportionnelle de la consommation, ou une diminution plus importante de l'épargne (voir la loi psychologique fondamentale de Keynes). Par effet accélérateur, la demande des entreprises sur le marché des biens de production reprendra plus vigoureusement. L'investissement des entreprises est encore encouragé par le fait que leurs stocks ont déjà atteint leur niveau minimum pendant la dépression.